# Cottonia
Cottonia là một chi đơn loài thực vật có hoa trong họ Orchidaceae.Loài duy nhất trong chi này là Cottonia peduncularis.
Đây là những loài bản địa Ấn Độ và Sri Lanka.

## Hình ảnh

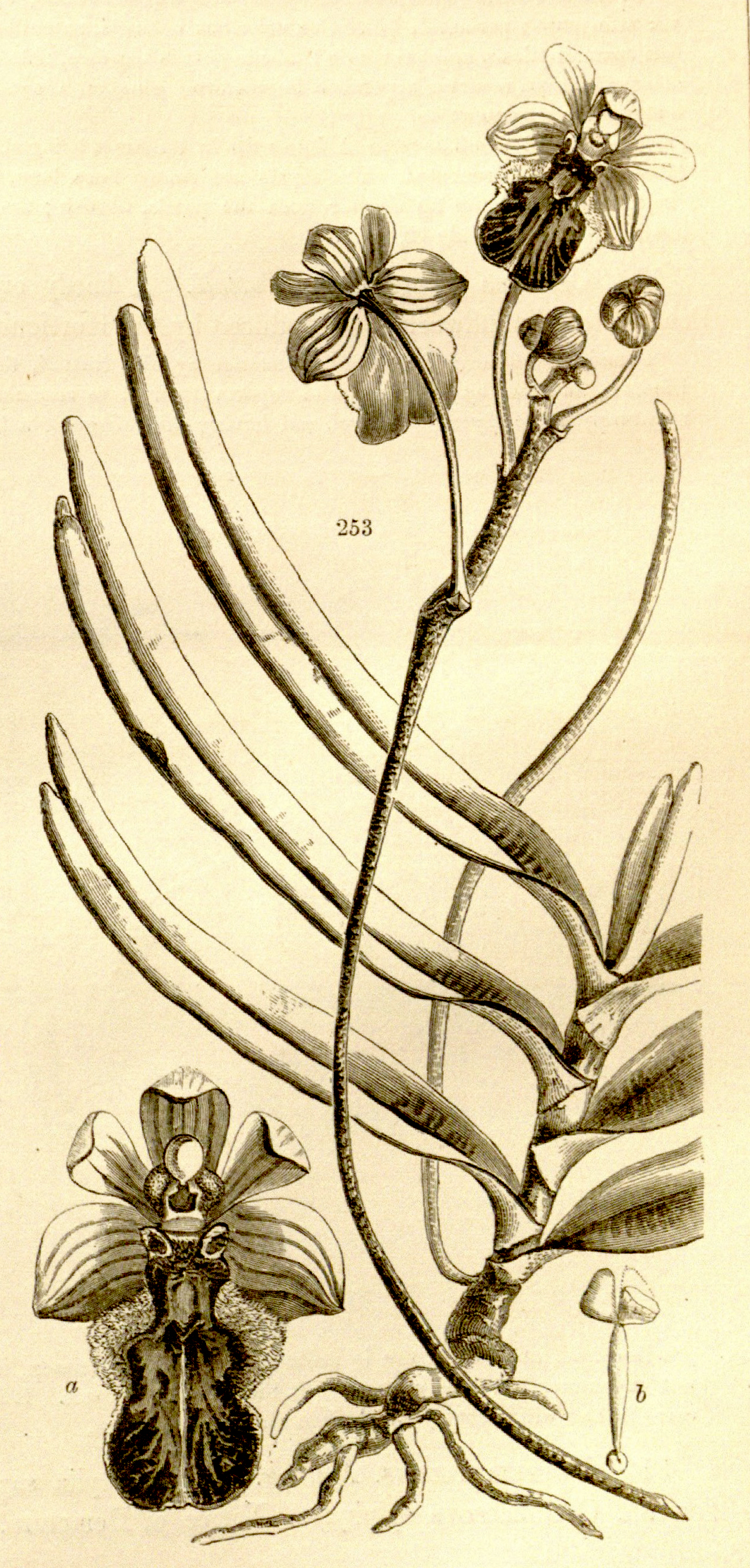